# 박희양
박희양(朴熙陽, 1867년 음력 8월 22일~1932년 양력 9월 8일)은 대한제국의 관료로 일제강점기에는 조선총독부 중추원 참의를 지냈다. 역시 중추원 참의를 역임한 박이양의 동생이다. 본관은 반남이다.

## 가족관계
- 증조부 : 박종구(朴宗球)
  - 조부 : 박용수(朴容壽)
    - 부 : 박제순(朴齊恂) -- 양부 : 박제성(朴齊性)

## 생애
1885년 법부 주사를 시작으로 농상공부 주사, 참서관, 서기관과 문관전고소(文官銓考所) 위원을 거치는 등 대한제국의 관료로 근무했다. 한일 병합 조약이 체결된 1910년 조선총독부가 설치한 중추원 부찬의에 임명되었으며, 1912년에는 한국병합기념장을 수여받았다.
1914년 제1차 세계대전 참전 군인과 그 가족들을 위로하기 위한 경성군인후원회에 기부금 2원을 납부하였고, 1915년 한일 병합 5주년을 기하여 식민통치를 홍보하고자 열린 시정5년기념 조선물산공진회 경성협찬회에 부회원으로 참가하여 10원을 기부한 일이 있다.
1916년에는 조선총독부의 반도사편찬사업에 조사주임에 임명되었다. 반도사편찬사업은 일본인과 조선인이 본래 한 뿌리였음을 명확히 하는 것이 첫 번째 목적으로 제시된 사업이다. 1920년 유교의 부흥을 내세운 친일 단체로 박이양이 이사로 있던 대동사문회에 평사로 참가하였다.
1921년 중추원 개편 때 주임대우 참의가 되어 1924년까지 재임했다. 중추원에 재직한 총 기간은 약 14년이다.
2002년 발표된 친일파 708인 명단과 2008년 공개된 민족문제연구소의 친일인명사전 수록예정자 명단에 모두 포함되었다. 2007년 대한민국 친일반민족행위진상규명위원회가 발표한 친일반민족행위 195인 명단에도 들어 있다.

## 같이 보기
- 조선총독부 중추원
- 대동사문회

## 참고자료
- 친일반민족행위진상규명위원회 (2007년 12월). 〈박희양〉 (PDF). 《2007년도 조사보고서 II - 친일반민족행위결정이유서》. 서울. 645~650쪽쪽. 발간등록번호 11-1560010-0000002-10. [깨진 링크(과거 내용 찾기)]